# Repubblica di Cina ai Giochi della VIII Olimpiade
La Repubblica di Cina partecipò ai Giochi della VIII Olimpiade, svoltisi a Parigi, Stati Uniti, dal 5 al 27 luglio 1928.
La delegazione era composta da 4 tennisti. La delegazione ha anche partecipato alla cerimonia di apertura, ma in seguito si è ritirata dalla competizione di tennis. Tuttavia, questa risulta essere la prima apparizione di atleti cinesi in una sede olimpica.

## Risultati

### Tennis
Khoo Hooi-Hye, Ng Sze-Kwang, Wei Wing-Lock e Wu Sze-Cheung, con Wei Wing-Lock come capitano della squadra.
Hanno partecipato alla cerimonia di apertura e si sono iscritti al singolare maschile e al doppio maschile di tennis, ma si sono tutti ritirati dalla competizione dopo la cerimonia di apertura, registrata come "forfait général".